# 城下町 (川越市)
城下町（しろしたまち）は、埼玉県川越市の町名。郵便番号は350-0853。

## 地理
川越市の本庁管内（北地区）にあり、東側で川越・寺井、南側で松郷、西側で新河岸川を挟んで郭町・宮下町、北側で氷川町とそれぞれ接する。
町域のほとんどは市街化調整区域で、農業用地として利用されている。西端部を縦断する国道254号周辺は準工業地域に、またさらに西側の宮下町と隣接する区域は第一種中高層住居専用地域に指定され、商業施設や住宅の集積が見られる。

## 歴史
川越城の北東側にある城塁の外側に位置することから、城下町の名が付けられたという。大字川越・寺井・松郷に分かれた入会地であった。
明治初期の記録では、東西600間、南北220間の範囲に及び、北側に吹張畦・寺井溝畦などの地名があったと記載されている。また『武蔵国郡村誌』では東西4町45間、南北2町30間の範囲で、東に大田切町、南に杉下町という地名があったことがわかる。
昭和期には、防空用の監視哨が置かれていた。
1995年（平成7年）11月1日、それまで川越・松郷・寺井の3つの大字の小字に分かれていた地域からそれぞれ一部がまとまり、町名・地番整理によって城下町が誕生した。

## 交通
町内に鉄道は通過しておらず、駅もない。
埼玉県道51号川越上尾線（都市計画道路3・5・19川越上尾線）が氷川町との境界を通っている。また1966年（昭和41年）10月には、町の西端を貫く国道254号のバイパス（通称山田バイパス、都市計画道路3・3・1川越志木線）が開通した。
都市計画道路3・4・12三田城下橋線が石原町から城下町内の国道254号城下橋交差点までを結び、特に市役所から城下橋交差点までの区間は初雁城（川越城）通りという愛称が付けられている。また城下橋交差点から城下町を横断してさらに東へ向かう道は都市計画道路ではないが、伊佐沼通りという愛称が付けられている。
川越駅から埼玉医科大学川越キャンパスを経由して上尾駅などを結ぶ東武バスの川越06系統が県道を走っており、町内に城下町停留所を設置している。
隣接する郭町に所在する川越城本丸御殿や三芳野神社、川越市立博物館などの観光スポットから徒歩圏内にあり、さらに市内各所へ向かう都市計画道路が整備されていることから、パークアンドライドの拠点として町内に市営無料駐車場が整備されている。イーグルバスが運行する小江戸巡回バスが「あぐれっしゅ川越」停留所を設置し、市内観光スポットを結んでいる。

## 施設
- あぐれっしゅ川越（JAいるま野農産物直売所[15]）
- 川越観光用駐車場（あぐれっしゅ川越と共同利用[16]）
- 城下公園テニスコート[17]